# Poecilohetaerella bilineata
Poecilohetaerella bilineata är en tvåvingeart som först beskrevs av Frederick Wollaston Hutton 1901.  Poecilohetaerella bilineata ingår i släktet Poecilohetaerella och familjen lövflugor. Inga underarter finns listade i Catalogue of Life.